# Понцијева превара
Понцијева превара (енгл. Ponzi scheme) је тип пирамидалне преваре којом је Карло Пјетро Ђовани Ђулијемо Требалдо Понци (итал. Carlo Pietro Giovanni Guglielmo Tebaldo Ponzi) познатији као Чарлс Понци (Charles A.Ponzi) двадесетих година двадесетог века, преварио на стотине улагача. Понцијева шема обећава веома високе камате на позајмице инвеститорима.

## Оригинална Понцијева превара
Чарлс Понци је био амерички банкарски чиновник и преварант италијанског порекла, осуђиван више од десет пута за разне малверзације, утаје и преваре. Верује се да је идеју за пирамидалну превару добио из три различита извора. 
Године 1907. био је помоћник благајника у банци Луиђија Заросија у Монтреалу. Банка „Зароси“ је привукла велики број клијената, углавном италијанског порекла, нудећи камату од 6%, што је било двоструко више него што су остале банке нудиле. Када је банка пропала због лоших улагања, Понци је побегао у Мексико са знатним новчаним средствима која је украо из банке и значајним искуствима у привлачењу инвеститора високим каматама.
Други извор су били романи Чарлса Дикенса Мартин Чазлвит из 1844. и Мала Дорит из 1857. у којима су описане сличне преваре.
Трећи извор је највероватније била слична превара помоћу које је 1899. Вилијам Ф. Милер (енгл. William F. Miller), бруклински књиговођа дошао до суме од једног милиона долара.
Након година потуцања, ситних превара и времена проведеног на робији, Понци је 1919. уочио недостатак у систему међународних поштанских купона, који је искористио да направи пирамидалну шему која је гарантовала улагачима добит од 50% на улог у купонима. Понци је неко време исплаћивао обећане улоге са каматом, што је привукло нове улагаче, али се „пирамида“ после извесног времена срушила, јер је трошио новац који је добијао од нових улагача на исплаћивање камата старим улагачима и на себе.
Процењује се да је Понци своје инвеститоре оштетио за у то време невероватну суму од двадесет милиона долара. 
У две савезне оптужнице, Понци је био оптужен за осамдесет шест случајева поштанских превара, за шта му је претила казна доживотног затвора. На молбу своје жене, 1. новембра 1920. се изјаснио кривим за једну превару и за њу је осуђен на пет година савезног затвора.
Ослобођен је након три и по године, да би сместа био поново ухапшен и оптужен за двадесет два случаја крађе у држави Масачусетс. Понци се на ово жалио Врховном суду САД, истичући да му се не може поново судити за дело за које је већ осуђен. Врховни суд САД је одбацио његову жалбу са образложењем да му је пред Савезним судом суђено за превару, док му се у Масачусетсу суди за крађу. После три дуга суђења, осуђен је на затворску казну у трајању од седам до девет година.
Понци се до краја живота бавио преварама у САД, Италији и Бразилу, због чега је провео укупно седамнаест година  у разним затворима, али више никада није поновио „успех“ преваре са поштанским купонима.

## Принцип рада
„Предузетник“ објављује да ради на веома профитабилном послу који гарантује високе приходе и профите али му је потребна позајмица тј. готовина. „Инвеститор“ А даје „Предузетнику“ зајам од 1000 долара са роком враћања од 90 дана и каматом од 100 долара која се исплаћује деведесетог дана. За време тих 90 дана „Предузетник“ налази нове „Инвеститоре“ Б и Ц обећавајући им исто. На крају периода он „Инвеститору“ нуди да му врати 1000 долара и камату од 100 али и да не диже главницу па и камату нудећи поново исте одличне услове. Новац за ту намену поседује јер је добио средства и од „Инвеститора“ Б и Ц. Већина „Инвеститора“ се полакоми и не подиже новац тј. реинвестира. Појединци који не верују буду исплаћени на лицу места, од новца који је добио од других, и то подиже „рејтинг“ „Предузетника“ као пословне и озбиљне особе. Број „Инвеститора“ се повећава.
Ова операција траје једно време и завршава се тако што „Предузетник“ побегне са новцем или објави проблеме у исплати или банкрот, јер је дошло до поремећаја на „тржишту“ одакле је имао велики приход. 
Извор: U.S.Securites and Exchange Commision